# Castello di Arcuentu
Il castello di Arcuentu o di Erculentu è un castello medievale in rovina sulla sommità del monte omonimo, a 784 metri sul livello del mare, nel territorio comunale di Arbus, comune della provincia del Medio Campidano.

## Storia

### L'utilizzo come fortezza difensiva
L’area nel quale sorge il castello è stata frequentata da millenni. Lo testimoniano i resti di lucerne a tazzina e a conchiglia di tipologia punica, un ripostiglio contenente numerose monete romane oltre alla scoperta di un insediamento romano con necropoli, comprendente tre tombe con corredi vascolari in località Tzei, alle pendici del Monte Arcuentu.
Lo storico Vittorio Angius ci lascia una memoria del castello:
()
Il castello viene fatto risalire al 1100,  costruito all'interno del bosco secolare che si erge sull'apice del monte omonimo. Venne dato nel 1164 in pegno da Barisone I de Lacon D'Arborea, re di Sardegna, ai Genovesi. Francesco Cesare Casula ne il Dizionario Storico Sardo cita il castello descrivendone l'ingresso collocato sul versante est del costone roccioso; cita le stesse cisterne descritte da Vittorio Angius. Data la sua posizione, ubicata ai confini tra il Giudicato di Arborea e il Giudicato di Cagliari, il castello ebbe in passato un ruolo di difesa e di fortezza per gli arborensi. Il primo documento che lo menziona risale al 1164 relativamente a una concessione/pegno che il giudice Barisone I de Lacon-Serra, fece, unitamente al Castello di Las Plassas, a favore della Repubblica di Genova, in cambio dell’aiuto e del denaro prestatogli nella sfortunata vicenda della sua investitura imperiale a Re nominale di Sardegna. Il giudice, nell'intento di ottenere dall’imperatore Federico I Barbarossa il titolo di Rex Sardiniae, si era affidato ai genovesi. Venne nominato re in cambio di 4000 marchi d'argento anticipati dal Comune di Genova. Nel 1172, il castello, insieme a quelli della Marmilla, risultava ancora occupato dai Genovesi a garanzia dei loro crediti. In seguito alla morte di Barisone I di Arborea, divenne giudice il figlio Pietro I di Arborea. Nel 1189, Pietro, in cambio dell'estinzione del debito paterno, chiese ai suoi creditori la cittadinanza genovese. Dal 1192 il castello rientrò in possesso dei sovrani arborensi, seguendone la sorte. Si hanno notizie di un utilizzo del castello/monastero del Monte Arcuentu come arsenale militare.

### La trasformazione in monastero
Non c'è certezza sull’anno in cui il castello venne trasformato in monastero della Congregazione vallombrosana. Documenti attestano che nel 1066 San Giovanni Gualberto inviò in Sardegna e in Corsica, Domino Arteo Bortichi con dieci monaci che avrebbero fondato tre badie, due di queste intitolate a San Michele e la terza alla Madonna di Drova. Il fatto che il monaco vallombrosano Eugenio Flammini nella sua “Cronichetta o epilogo cronicale” non avesse scritto il nome dei siti in cui vennero costruiti i monasteri comportò che il monastero di San Michele di Thamis a Masullas fu da molti studiosi sardi confuso con quello del Monte Arcuentu (appartenente anch'esso all'ordine dei monaci vallombrosani).
Si hanno testimonianze documentali risalenti al 1188 dell'esistenza dell'abbazia di San Michele di Thamis dei Vallombrosani. Il credo di questo ordine era quello di restaurare il primitivo rigorismo Benedettino, distinguendosi da esso per la proibizione del lavoro manuale.  Col prosperare dell'abbazia di Thamis, i monaci Vallombrosani, fondarono un altro monastero, dipendente dalla stessa, sul Monte Arcuentu, e le prime fonti relative a questa trasformazione sono datate 1193. La chiesa di Monte Arcuentu viene nominata in cinque bolle pontificie dell'XI e del XIII secolo ascrivibili rispettivamente a Papa Innocenzo III, due a Onorio III, una a Gregorio X e una a Innocenzo IV. Nel 1342, frate Silvestro, abate di Thamis "faciente pro ecclesia S. Michaelis de Monte Orculenti", versò una tassa di quattro massamutinos aurei e 10 lire di alfonsini. A partire dal XVI secolo le sorti del monastero cominciarono prendere una brutta piega, forse a causa di un’incursione barbaresca o del diffondersi della peste, e con essa anche quelle del Monastero di San Michele del Monte Arcuentu.

## Descrizione
Francesco Cesare Casula nel suo Dizionario Storico Sardo, riporta la descrizione del castello. I sistemi murari perimetrali si adattavano alla conformazione del terreno su cui furono impiantati. Al castello si accedeva dall’unico ingresso collocato sul lato est. Nei pressi del castello erano situate due cisterne: la prima cisterna, sotterranea, si trova a settentrione ed è ricoperta da una volta a botte che serviva per la raccolta piovana., l’altra, di dimensioni maggiori, è ubicata nel lato opposto. Oggi è possibile ammirare soltanto i ruderi di quelli che un tempo dovevano essere gli ambienti del castello.